# Angèle Haronsimana
Angèle Haronsimana ist eine ehemalige burundische Leichtathletin, die im Langstreckenlauf an den Start ging.

## Sportliche Laufbahn
Angèle Haronsimana trat 2004 bei den Afrikameisterschaften in Brazzaville im 5000-Meter-Lauf an und gewann dort in 16:55,99 min die Bronzemedaille hinter der Äthiopierin Etalemahu Kidane und Priscah Jepleting Cherono aus Kenia.